# Simon Ardé
Simon Ardé (ook Simon Ardi of Symon van Antwerpen, bijnaam Tovenaer) (waarschijnlijk Antwerpen, 1594 - Rome, 1638) was een Zuid-Nederlands barokschilder die een groot deel van zijn carrière in Italië actief was en vooral gekend is om zijn rol in de oprichting van de Bentvueghels, een vereniging van voornamelijk Nederlandse en Vlaamse kunstenaars werkzaam in Rome.
Geen werken van zijn hand zijn bekend.

## Levensloop
Er is niets bekend over zijn achtergrond en opleiding en zijn geboortedatum en plaats staan niet met zekerheid vast. Hij was zeker in Rome in 1620 maar misschien ook al wat vroeger in 1617. Hij was een van de medeoprichters in 1623 van de Bentvueghels en kreeg de bijnaam (de zogenaamde bentnaam) 'Tovenaer'. Zijn portret verschijnt op een van de anonieme tekeningen van de leden van de Bentvueghels gemaakt rond 1623 die nu bewaard worden in het Museum Boijmans Van Beuningen in Rotterdam. De tekening toont Simon Ardé terwijl hij drank schenkt in de glazen van de andere leden van de Bentvueghels Jean Ducamps, Pieter Anthonisz. van Groenewegen en Joost Campen. Onder zijn portret is geschreven 'Den Sijmon Alias Tooveaner van Antwerpen'. Dit duidt erop hij waarschijnlijk oorspronkelijk uit Antwerpen kwam. Hij bleef in Rome tot zijn dood op 22 augustus 1638.